# Irans nationalmuseum

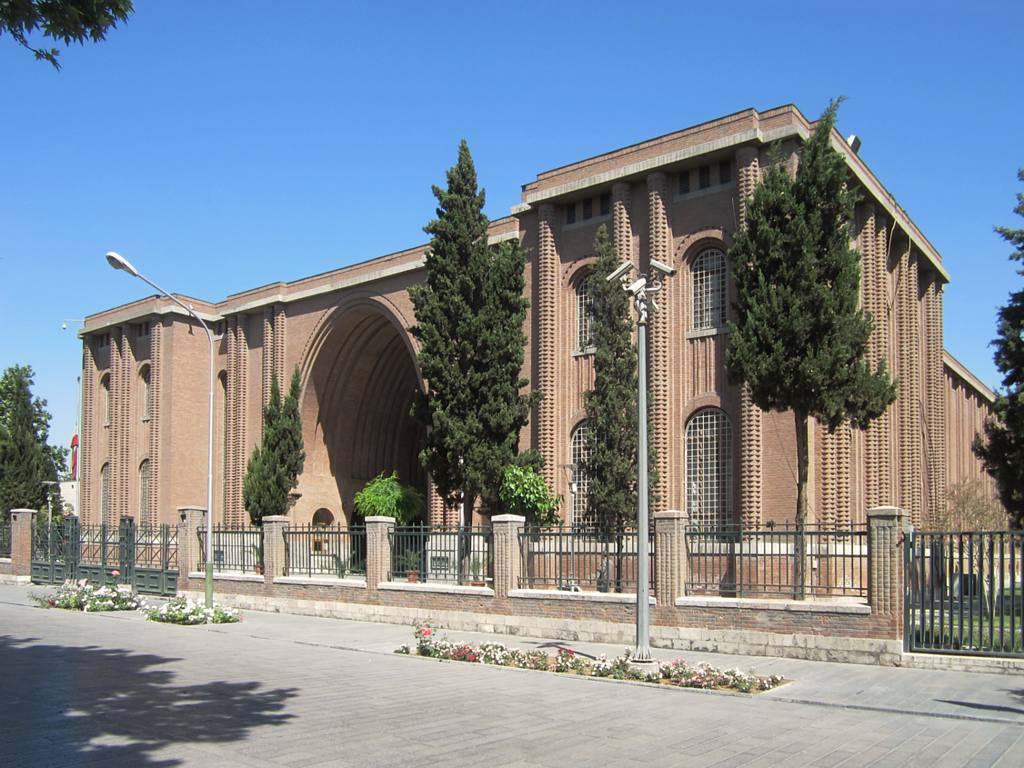
Irans nationalmuseum.

Irans nationalmuseum (persiska: موزه ملی ایران) eller Irans arkeologiska museum ligger i Irans huvudstad Teheran. Museet är landets första vetenskapliga museum och innehåller fynd från 6 000 år f.Kr. fram till den islamiska tiden. Byggnaden uppfördes  på direktiv av shahen Reza Pahlavi åren 1935–1937 under ledning av den franske konsthistorikern och arkitekten André Godard.